# JMA Wireless Dome
Pour les articles homonymes, voir Carrier (homonymie).
Le JMA Wireless Dome (anciennement Carrier Dome et surnommé The Loud House) est un stade couvert situé sur le campus de l'université de Syracuse dans le quartier d'University Hill à Syracuse, dans l'État de New York. Il sert principalement pour les matchs de football américain et de basket-ball puis également pour les concerts.
C'est le plus grand stade à dôme du nord-est du pays et de la NCAA puis également la plus grande salle de basket-ball universitaire du pays devant la Thompson-Boling Arena (24 535 places) de Knoxville. Le stade abrite les équipes de football américain, de basket-ball, et de crosse de l'université de Syracuse, l'Orange de Syracuse. Sa capacité est d'environ 42 784 places en configuration football américain, 33 000 places en configuration basket-ball et 56 250 pour les concerts.

## Histoire
Vers la fin des années 1970, l'université de Syracuse était sous pression afin d'améliorer ses équipements sportifs et rester une école de football américain de la Division I-A. Son petit stade vieux de soixante-dix ans, le Archbold Stadium, était trop vétuste comparé à ceux des autres universités. Le stade ne pouvait pas être agrandi, sa capacité avait été réduite de 40 000 sièges à 26 000 et être aux normes incendies. Par conséquent, l'université de Syracuse a décidé de construire un nouveau stade, qui conviendrait au climat froid de la région, avec un toit gonflable en fibre de verre et téflon. Il servirait également de domicile à l'équipe de basket-ball masculine, comme remplacement de la Manley Field House (9 536 places). Le Dome fut construit entre avril 1979 et septembre 1980. Le coût total de la construction était de 26,85 millions de dollars, y compris les 2,75 millions offerts par la Carrier Corporation pour nommer l'enceinte : Carrier Dome. Hueber, Hunt and Nichols, Inc. était l'entrepreneur général.
L'État de New York a fourni une aide de 15 millions USD en 1978 pour la construction du dôme. Le Gouverneur Hugh Carey a visité l'emplacement du vieux Archbold Stadium.
Le dôme a été amélioré plusieurs fois tout au long des 25 dernières années. Le plus récemment l'université a installé un système de visualisation video DEL avec 2 tableaux d'affichage (15' × 25') qui sont situés sur l'extrémité est et les coins du nord-ouest du 3e niveau, avec 58 TV couleurs pour les rangées inférieures des 2e et 1er niveaux. Le toit gonflable a été également remplacé en 1999 pour un coût de 14 millions.
Le Dome fut l'emplacement d'un accident tragique. En juin 1999, l'ouvrier Bryan Bowman est décédé quand il est tombé du toit sur les gradins 18 mètres en dessous. Il avait travaillé avec une équipe de la société Birdair, incorporé pour remplacer le toit. Le mois suivant un électricien a fait une chute de 15 mètres alors qu'il installait des câbles pour le nouveau système de haut-parleur. Il a survécu avec des blessures à sa jambe, aux bras et au dos.
Le terrain FieldTurf a été installé au début de la saison 2005 de football, remplaçant l'AstroTurf vétuste. En plus, le stade a été repeint et des bannières orange ont été ajoutées sur les tribunes entre chaque étages, ses couloirs ont été garnis de photographies historiques.
Plus de 23,5 millions de personnes sont entrés dans le stade depuis son ouverture et environ 1 740 événements y ont eu lieu.
Le 5 mars 2006, 33 633 spectateurs assistent à un match de basket-ball opposant l'Orange de Syracuse aux Wildcats de Villanova, c'est un record pour le Carrier Dome et la NCAA. Le précédent record était de 33 199 spectateurs (2005).

## Toit
L'ancien toit pesait 220 tonnes et était fait de fibre de verre revêtue de téflon. En mars 1993, le dôme a été dégonflé après de fortes chutes de neige dans la région de Syracuse. Alors, dès 1999 un système de chauffage faisait fondre la glace ou la neige afin d'empêcher le toit de s'effondrer. En mai 2018, l'université annonce des rénovations importantes du Dome. Le changement majeur est le remplacement du toit d'origine par un toit fixe.

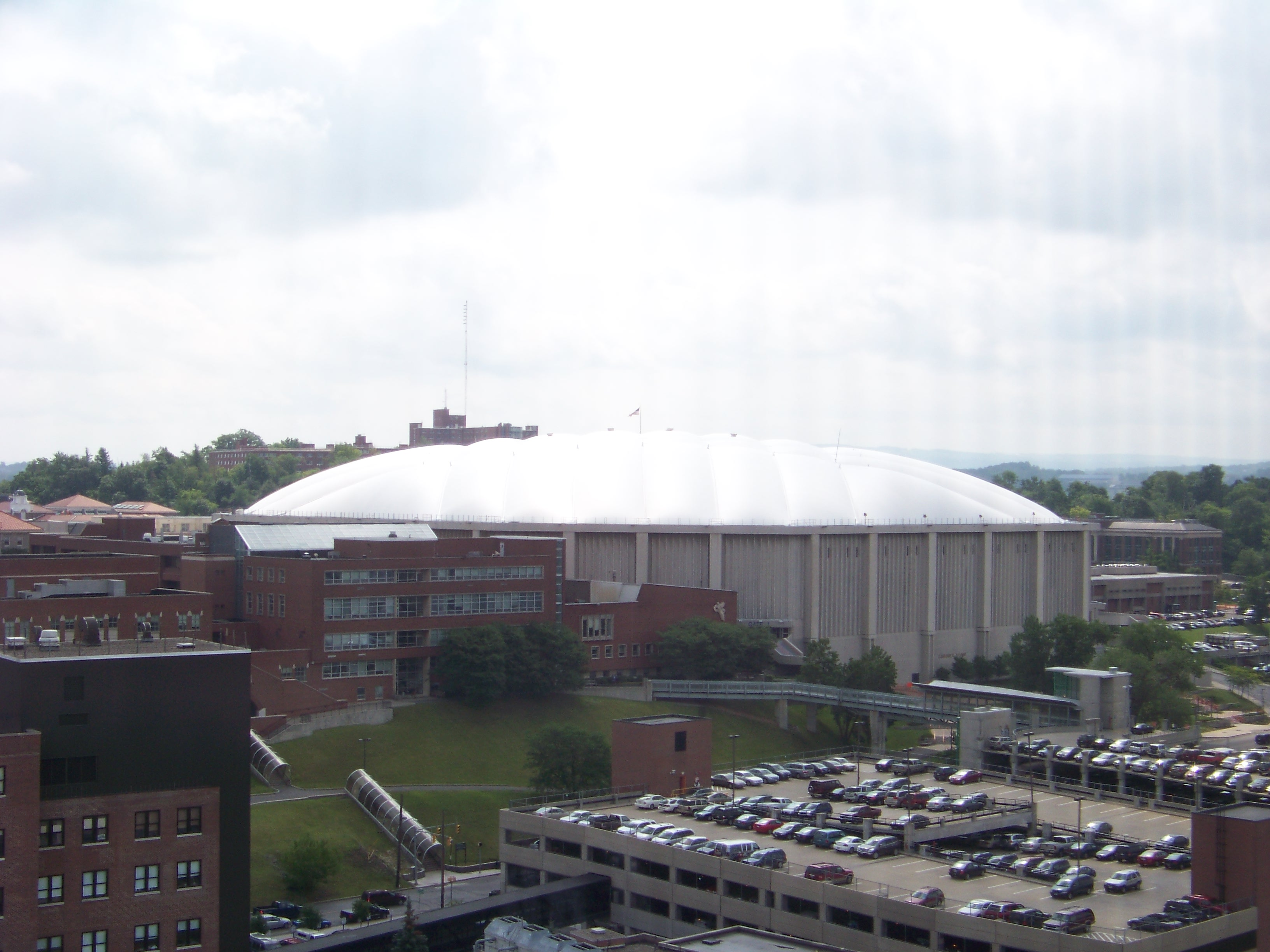
Vue extérieure avant rénovations
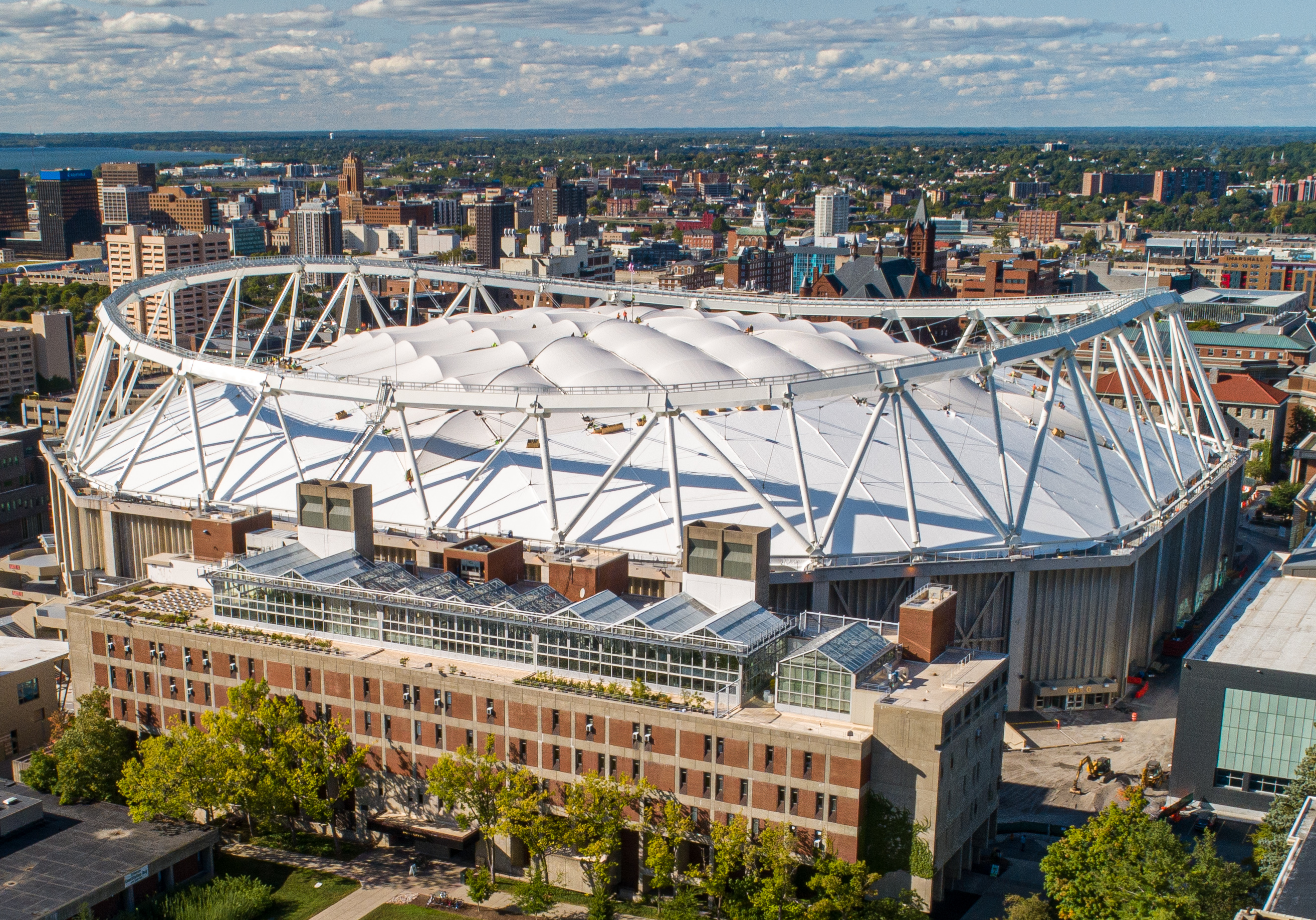
Vue extérieure après les rénovations de 2020

## Événements
- Big East Conference tournoi de basket-ball masculin, 1981
- Division I NCAA tournoi de la Lacrosse masculin, 1988 et 1991
- Matchs de la région Est du Final Four basket-ball NCAA, 25-27 mars 2005
- New York State High School Football Championships, 2006
- New York State Field Band Conference championships, tous les octobre
- Visite de Billy Graham, 1989
- Concerts de Bruce Springsteen, The Police, Prince, Elton John, Frank Sinatra, The Grateful Dead, Rod Stewart, U2, Genesis, Rolling Stones, Garth Brooks, The Who, Neil Diamond, Pink Floyd et Billy Joel.

## Galerie

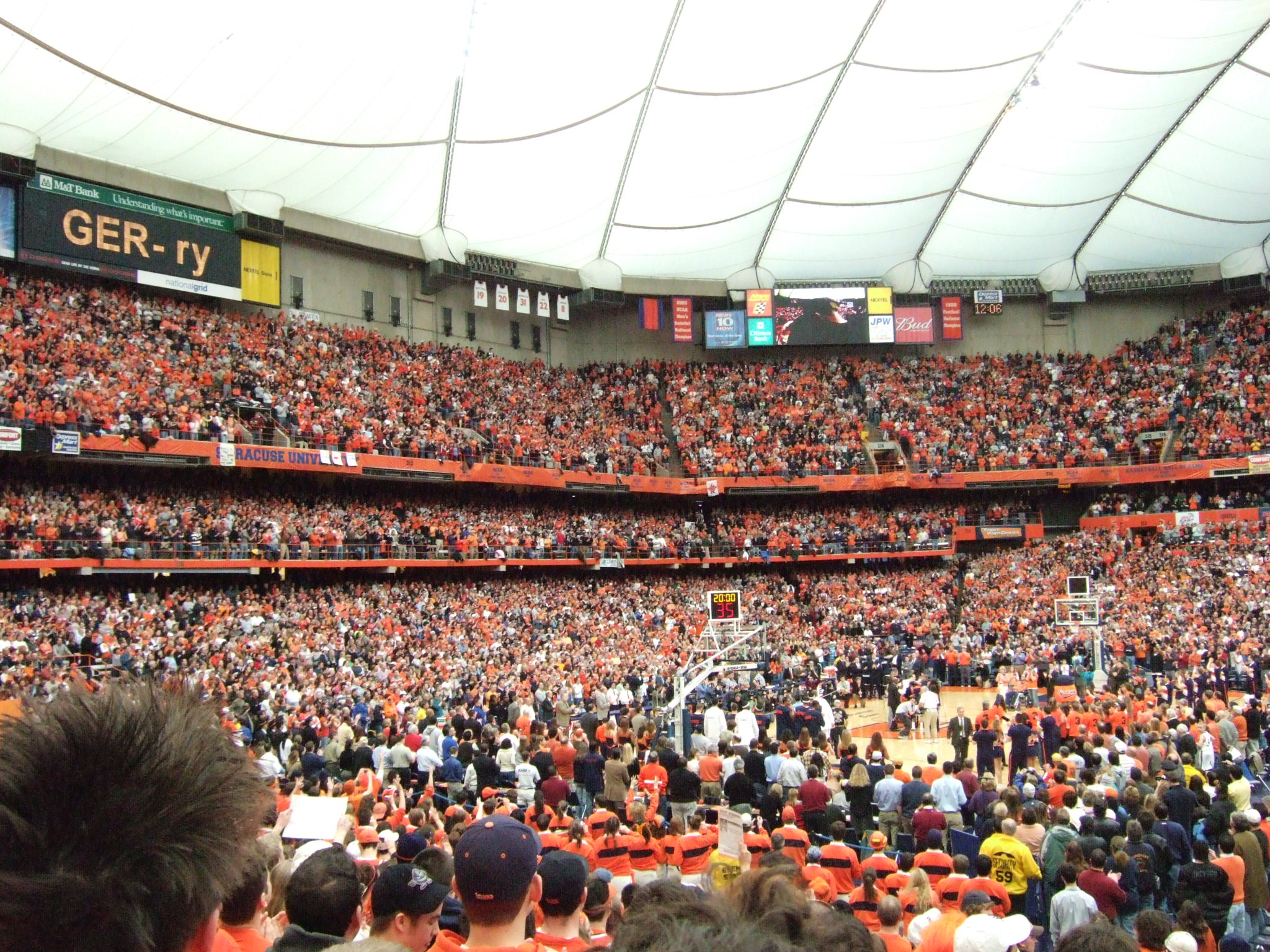
Vue intérieure
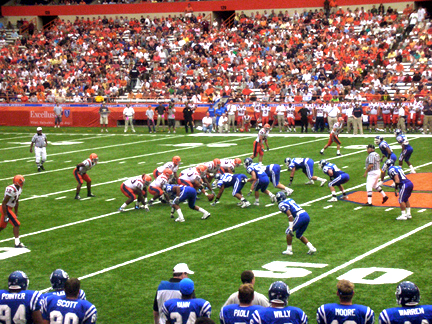
Match de football
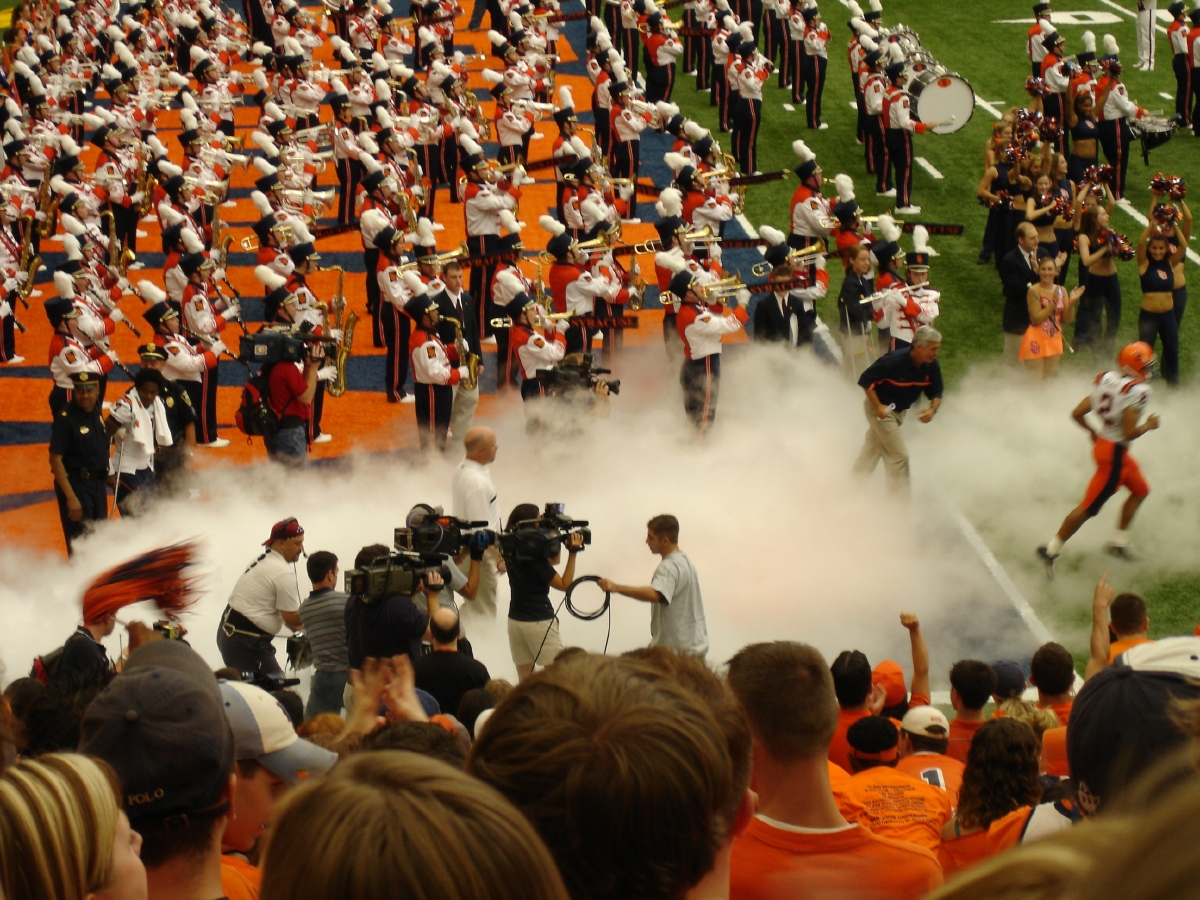
En 2005
25 ans du Dome